# Séisme de 2025 au Tibet
Le séisme de 2025 au Tibet est un tremblement de terre de magnitude de moment 7,1 survenu le 7 janvier 2025 à 9 h 5 min 16 s et dont l'épicentre est localisé dans le xian de Tingri, au sud-ouest de Lhassa, capitale provinciale de la région autonome du Tibet, en Chine, et au nord du Népal. L'hypocentre du séisme est localisé à 10 kilomètres de profondeur.

## Contexte

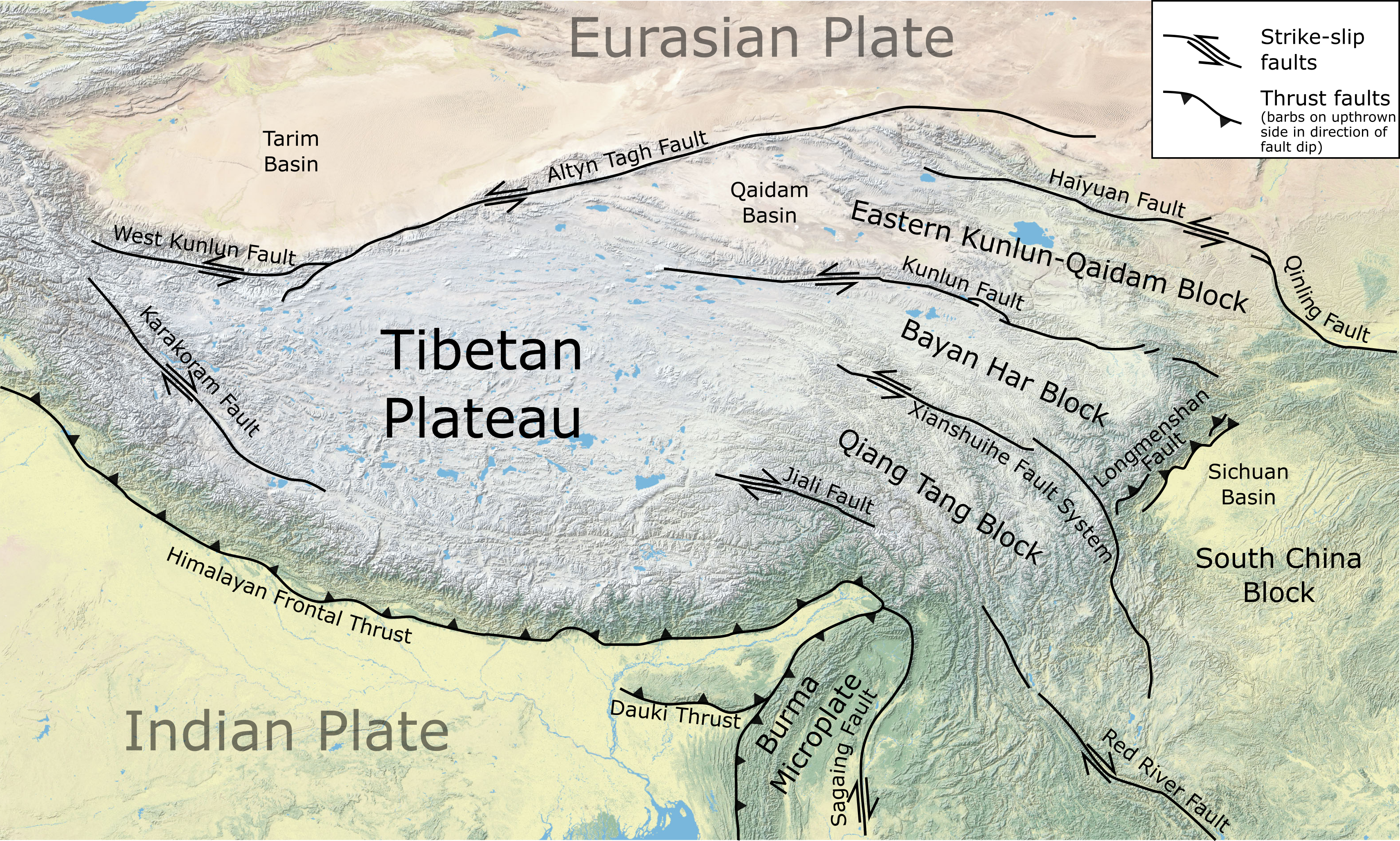
Carte du contexte tectonique du plateau tibétain avec les principales failles. Cette carte ne montre pas la Karakorum-Jiali fault zone.

Le plateau tibétain et l'Himalaya sont nés de la collision Inde-Asie, au contact de la plaque indo-australienne au sud et de la plaque eurasiatique au nord. Cette configuration tectonique en fait l'une des zones sismiques les plus actives de la planète avec des séismes dépassant régulièrement des magnitudes de 7.

## Caractéristiques
La secousse principale se produit le 7 janvier 2025 à 9 h 5 min 16 s (1 h 5 min 16 s UTC). Son épicentre se trouve sur le plateau tibétain, en bordure de la chaîne de l'Himalaya au sud, à l'est de la ville de Tingri ; le Népal et l'Everest à la frontière sino-népalaise se trouvent au sud-ouest,  le Bhoutan et l'État indien du Sikkim au sud-est, les villes de Shigatsé et de Lhassa, capitale de la région autonome du Tibet, au nord-est. Son hypocentre se situe à une profondeur de 10 kilomètres.

## Conséquences

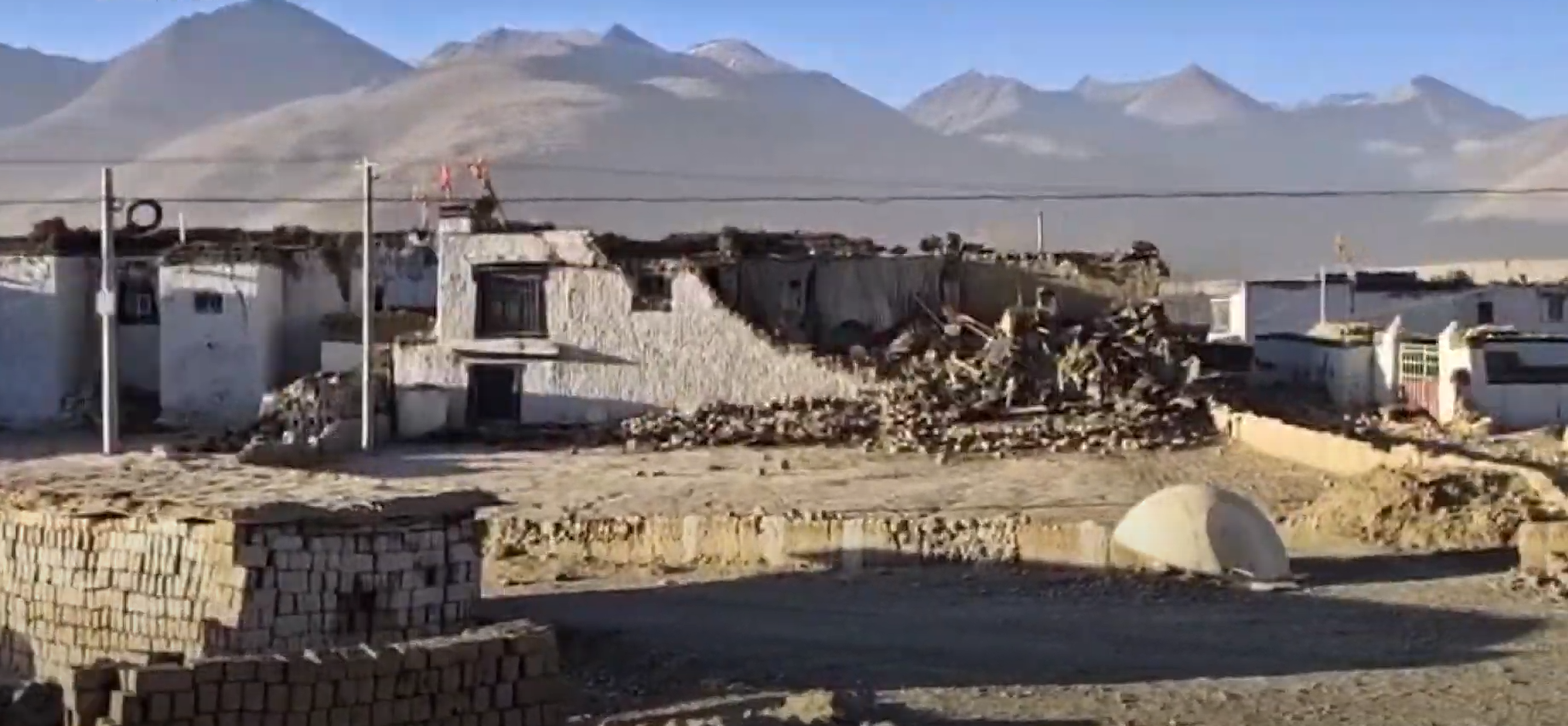
Dégâts dans un village du Tibet.

Le séisme fait  126 morts et 188 blessés selon un bilan provisoire du 7 janvier. Selon le service tibétain de Voice of America, citant des sources fiables au Tibet, le nombre de morts est passé à 134 au 7 janvier.
Des dégâts structurels, dont des fissures, ont été détectés par la Chine sur 5 des 14 barrages hydroélectriques du Tibet à la suite du séisme.
Selon le service tibétain de VOA au moins 13 monastères et couvents, fondés il y a plusieurs siècles, ont subi des destructions à la suite du séisme. Les monastères de Gonta-phuk, Choelung, Dhakphuk, Tashi Zomrung et Choeling à Lhatsé, et affecté de façon importante Dewachan à Chulho, Dzekar Choede à Dramtso, Tsonga et Tsogo, figurent parmi ceux-ci.

## Réactions
Le président de la Chine, Xi Jinping, a appelé à « tout mettre en œuvre pour mener à bien les opérations de recherche et de sauvetage ainsi que pour soigner les blessés », ajoutant qu'il fallait tout faire pour minimiser les pertes humaines et reloger les victimes.
Le dalaï-lama écrit depuis Bylakuppe en Inde : « Je suis profondément attristé par le tremblement de terre dévastateur qui a frappé Dingri, au Tibet, et les régions environnantes ce matin. J’offre mes prières à tous ceux qui ont perdu la vie et présente mes vœux de prompt rétablissement à tous ceux qui ont été blessés ».
Le président de la France Emmanuel Macron écrit sur X : « La France exprime ses condoléances aux familles des victimes du terrible tremblement de terre qui vient de frapper le Tibet et propose son assistance pour venir en aide aux populations himalayennes touchées ».
Le président de la Russie Vladimir Poutine présente ses « sincères condoléances » à Xi Jinping, écrivant que la Russie « partage la douleur » des Chinois.
Le président taïwanais Lai Ching-te écrit sur X : « Nos pensées vont au peuple tibétain et aux régions avoisinantes touchées par le tremblement de terre dévastateur. Nous adressons nos plus sincères condoléances aux familles des victimes et prions pour que les efforts de secours et d'aide parviennent à ceux qui en ont besoin afin d'assurer un rétablissement rapide ».
Le porte-parole du ministère indien des Affaires extérieures, Randhir Jaiswal, écrit : « Le gouvernement et le peuple indiens expriment leurs condoléances pour la perte tragique de vies humaines et de biens causée par le tremblement de terre dévastateur dans la région autonome du Tibet ».
Matthew Miller, porte-parole du département d’État américain, écrit : « Nous suivons de près la situation et sommes prêts à répondre aux demandes d’aide auprès du gouvernement américain ».
La communauté tibétaine de France annule les célébrations du Losar en solidarité avec les victimes du séisme.

## Controverses
Les utilisateurs des réseaux sociaux souhaitant documenter le séisme sont confrontés à des interdictions de diffusion, des fermetures de comptes et à des restrictions concernant le partage d'informations. Les autorités chinoises empêchent aussi des particuliers et des organisations d'accéder à la région. Selon des médias tibétains, l’ampleur réelle de la situation est dissimulée.
Les autorités chinoises ont convoqué 21 utilisateurs tibétains des réseaux sociaux pour avoir transmis des informations sur le séisme. Les photos et vidéos partagées par les Tibétains ont été systématiquement bloquées. Les personnes interrogées ont été accusées d’avoir diffusé de « fausses informations », et d’avoir exagéré le nombre de morts, notamment un message faisant état de 265 morts.